# Кілмайкл (Міссісіпі)
Кілмайкл (англ. Kilmichael) — місто (англ. town) в США, в окрузі Монтгомері штату Міссісіпі. Населення — 639 осіб (2020).

## Географія
Кілмайкл розташований за координатами 33°26′22″ пн. ш. 89°34′1″ зх. д. / 33.43944° пн. ш. 89.56694° зх. д. (33.439375, -89.566989).  За даними Бюро перепису населення США в 2010 році місто мало площу 7,23 км², з яких 7,22 км² — суходіл та 0,01 км² — водойми.

## Демографія
Згідно з переписом 2010 року, у місті мешкало 699 осіб у 281 домогосподарстві у складі 195 родин. Густота населення становила 97 осіб/км².  Було 338 помешкань (47/км²).
Расовий склад населення:
| - 61,4 % — чорних або афроамериканців - 37,2 % — білих - 0,7 % — азіатів - 0,6 % — корінних американців |

До двох чи більше рас належало 0,1 %. Частка іспаномовних становила 0,1 % від усіх жителів.
За віковим діапазоном населення розподілялося таким чином: 26,5 % — особи молодші 18 років, 56,0 % — особи у віці 18—64 років, 17,5 % — особи у віці 65 років та старші. Медіана віку мешканця становила 40,1 року. На 100 осіб жіночої статі у місті припадало 88,4 чоловіків;  на 100 жінок у віці від 18 років та старших — 88,3 чоловіків також старших 18 років.
Середній дохід на одне домашнє господарство  становив 32 916 доларів США (медіана — 28 702), а середній дохід на одну сім'ю — 38 439 доларів (медіана — 33 182). За межею бідності перебувало 26,0 % осіб, у тому числі 50,3 % дітей у віці до 18 років та 28,0 % осіб у віці 65 років та старших.
Цивільне працевлаштоване населення становило 294 особи. Основні галузі зайнятості: освіта, охорона здоров'я та соціальна допомога — 36,4 %, виробництво — 21,4 %, роздрібна торгівля — 16,0 %.